# Salón del Automóvil de Nueva York
El Salón del Automóvil de Nueva York (en inglés: New York International Auto Show) es un salón del automóvil que se organiza en marzo o abril de cada año en el Jacob Javits Convention Center de Nueva York, Estados Unidos.
Con menos prestigio que el Salón del Automóvil de Detroit, el Salón de Nueva York se reparte los estrenos de los modelos del mercado local con el Salón del Automóvil de Chicago y el Salón del Automóvil de Los Ángeles.